# 러시아 세컨드 리그
러시아 세컨드 리그(러시아어: Первенство России II дивизиона ФНЛ)는 러시아의 축구 리그로 현재 디비전 A(3부), 디비전 B(4부)로 나누어서 진행이 되며 2024년 기준으로 디비전 A에는 20개팀, 디비전 B에는 62개팀이 참가하고 있다. 각 지역별 그룹의 우승팀은 자동적으로 러시아 퍼스트 리그로 승격되며 그룹의 하위팀 또는 클럽의 상황에 따라 각 그룹별로 두팀씩 러시아 아마추어 풋볼 리그로 강등된다.